# Kemptner Kopf
Der Kemptner Kopf (auch Kemptner Köpfle oder Kempterle) ist ein 2191 m hoher Nebengipfel der Sechszinkenspitze in den Allgäuer Alpen. Er liegt in der Gruppe der Schafalpenköpfe südwestlich des Südwestlichen Schafalpenkopfes. Südsüdwestlich des Kemptner Köpfle liegt die Mindelheimer Hütte. Der felsige Gipfelblock des Kopfes sitzt auf einem Grat, der hier üppige Grashänge aufweist.

## Besteigung
Den Gipfel erreicht man über den Mindelheimer Klettersteig, der die Fiderepasshütte und die Mindelheimer Hütte verbindet, bzw. von Südwesten über einen Weg von der Mindelheimer Hütte.